# Osteocephalus leoniae
Osteocephalus leoniae es una especie de anfibios de la familia Hylidae. Es endémica de Perú.
Su hábitat natural incluye bosques tropicales o subtropicales secos y a baja altitud.